# Christopher F. McKee
Christopher Fulton McKee (* 6. September 1942 in Washington, D.C.) ist ein US-amerikanischer Astrophysiker.
McKee studierte an der Phillips Academy und der Harvard University (Bachelor-Abschluss) und wurde 1970 bei George B. Field an der University of California, Berkeley, promoviert. 1969/70 war er am Lawrence Livermore National Laboratory. Als Post-Doktorand war er am Caltech und 1971 bis 1974 Assistant Professor in Harvard. 1974 wurde er Assistant Professor für Physik und Astronomie in Berkeley und 1978 Professor. Dort stand er zeitweise der Physikfakultät vor und war Direktor des Spaces Sciences Laboratory (SSL) und Gründungsdirektor des Theoretical Astrophysics Center. 2015 wurde er Interim-Vizekanzler für Forschung.
McKee war Sackler Lecturer in Harvard, in Toronto und Tel Aviv und Bahcall Lecturer in Tel Aviv. Er erhielt die Antoinette de Vaucouleurs Medal und hielt die zugehörige Vorlesung an der University of Texas.
Er war mit Joseph Taylor Vorsitzender (2000) des zehnjährigen Astronomy and Astrophysics Survey Committee des National Research Council.
Er befasste sich besonders mit astrophysikalischer Hydrodynamik, interstellaren Medien (Stoßwellen im interstellaren Medium, zum Beispiel aus Supernovae, Dreiphasenmodell des interstellaren Mediums mit Jeremiah Ostriker), Gaswolken, Quasaren und aktive galaktische Zentren, Winde von Akkretionsscheiben und Sternentstehung mit numerischen Simulationen. Mit Richard Klein gründete er die Berkeley Astrophysical Fluid Dynamics Group.
2016 hielt er die Henry Norris Russell Lectureship. Er ist Mitglied der National Academy of Sciences, der American Academy of Arts and Sciences, Fellow der American Association for the Advancement of Science und der American Physical Society. 1998/99 war er Guggenheim Fellow und 1981 Fairchild Scholar.